# Aria con da capo
In musica con il termine aria col da capo si intende una particolare forma di aria.  Ebbe grande fortuna nei generi musicali dell'opera e dell'oratorio, in particolare nell'epoca barocca, ma talvolta venne impiegata anche in composizioni esclusivamente strumentali. In seguito alla riforma gluckiana il da capo viene abolito, per conferire elasticità alla composizione.

## Forma
L'aria "col da capo" è una forma in tre parti con schema A-B-A'. È composta cioè da tre sezioni, dette anche strofe: la prima è un'unità musicale completa che si conclude nella tonalità di impianto, la seconda è una rielaborazione nella tonalità relativa della prima unità musicale, mentre la terza, che spesso non viene neppure scritta dal compositore, ma semplicemente indicata con la dizione da capo sulla partitura, consiste nella ripetizione letterale della prima. Tuttavia molto spesso la terza sezione era impreziosita con improvvisazioni e abbellimenti per mezzo dei quali il cantante poteva mettere in mostra tutta la sua abilità e il suo virtuosismo.
L'aria "col da capo" era spesso accompagnata da un testo in due strofe, ciascuna composta da tre a sei versi.

## Esempi di aria "col da capo"
- Rejoice Greatly, He Was Despised - The Trumpet Shall Sound dal Messiah di Georg Friedrich Händel (1742)
- Jauchzet Gott in allen Landen da Jauchzet Gott in allen Landen di Johann Sebastian Bach
- Fantasmi amorosi da Difendere l'offensore o vero La Stellidaura vendicata di Francesco Provenzale[1]